# Halocnemum
Halocnemum là chi thực vật có hoa trong họ Amaranthaceae.

## Hình ảnh

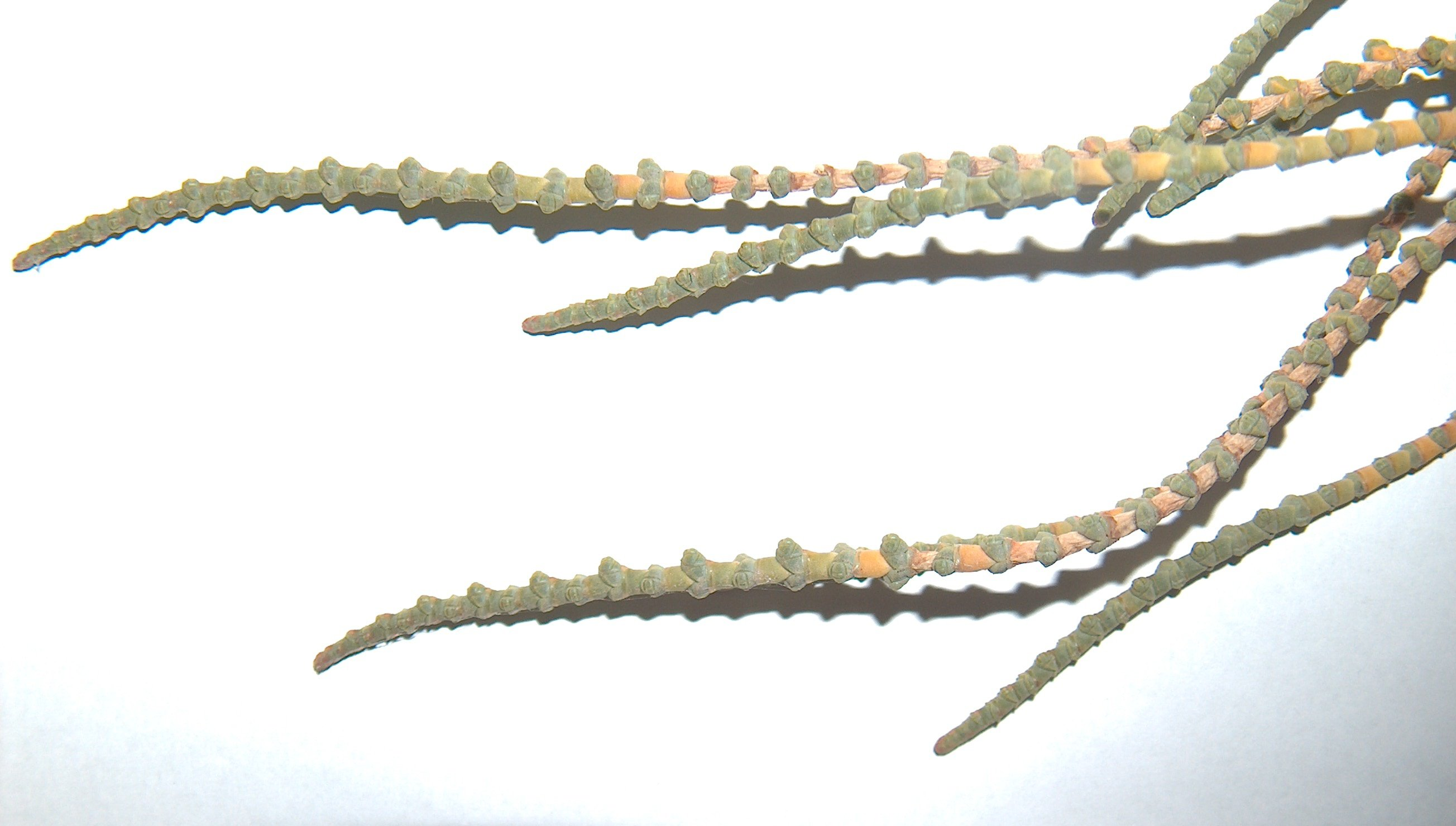
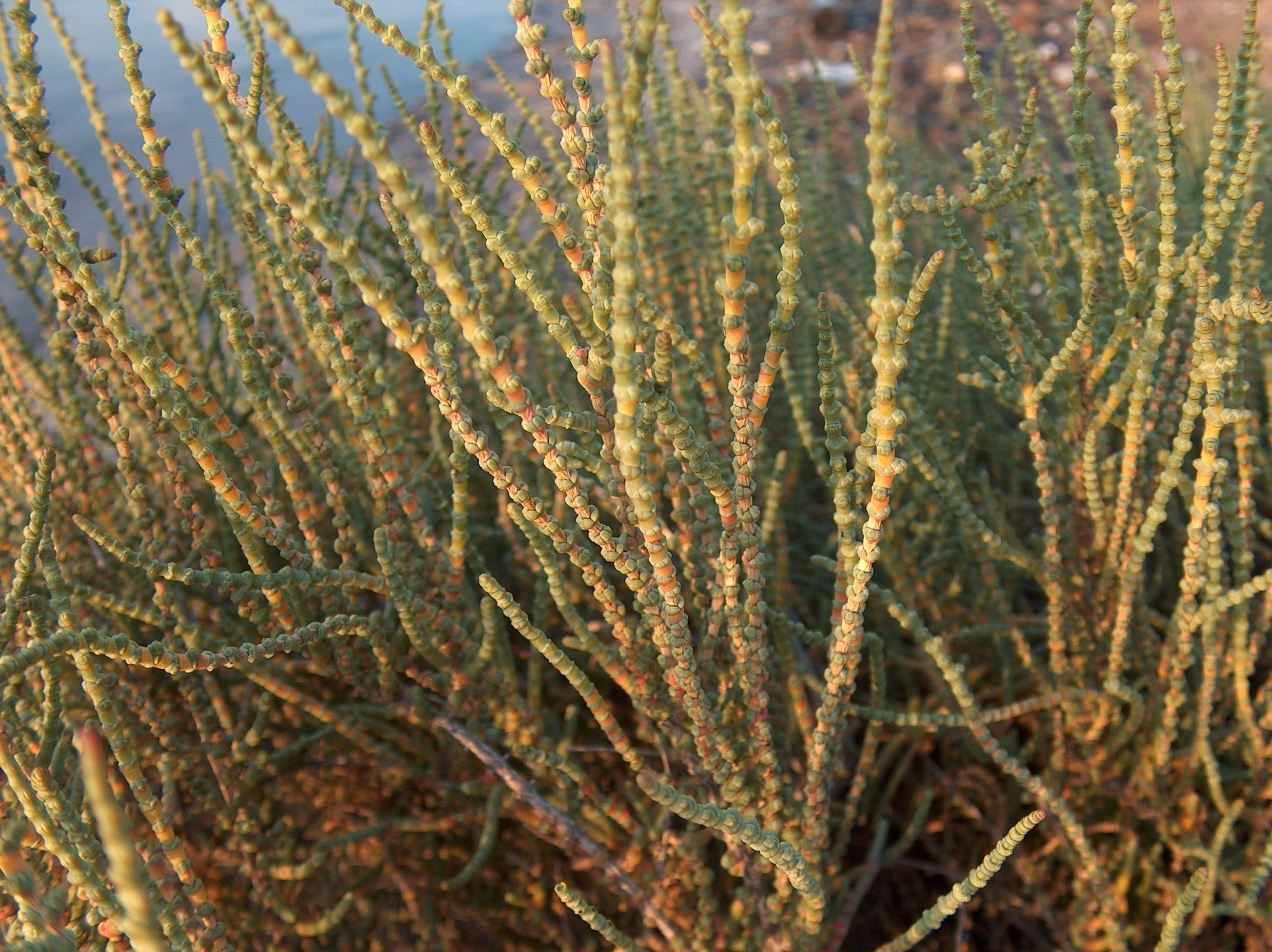